# Euphysa aurata
Euphysa aurata är en nässeldjursart som beskrevs av Forbes 1848. Euphysa aurata ingår i släktet Euphysa och familjen Euphysidae. Det är osäkert om arten förekommer i Sverige. Inga underarter finns listade i Catalogue of Life.